# Джуліо Карліні
Джуліо Карлінi (Венеція, 12 серпня 1826 — Венеція, 21 жовтня 1887 року) — італійський художник і фотограф середини 19 ст.

## Біографія
Відомий італійський портретист, чиї роботи представлені у низці музеїв по всьому світу (Відень, Мюнхен, Казань), зокрема і в музеях різних міст Італії. Перша художня підготовка проходила в Академії образотворчих мистецтв у Венеції (у 1845—1850 роках). Любив писати Венецію і венеційців, його портрет Арістіда виставлений в Музеї Сучасного Мистецтва Ка' Пезаро.
У Венеції на площі Сан-Марко у знаменитому кафе Флоріан один із залів, а саме «Зал великих людей» (італ. Sala degli Uomini IllustriSala degli Uomini Illustri) прикрашений картинами Джуліо Карлін, що зображують десять знаменитих венеційців: драматурга Карло Гольдоні, мандрівника Марко Поло, художника Тиціана, дожів Енріко Дандоло, Франческо Морозіні і П'єтро Орсеоло, архітектора Андреа Палладіо, композитора Бенедетто Марчелло, вченого Паоло Сарпі і адмірала Веттора Пізані.
Був академіком Академії мистецтв у Венеції та Академії Рафаеля Санніо з Урбіно; кавалер Італійської Корони (1874 рік).

## Галерея

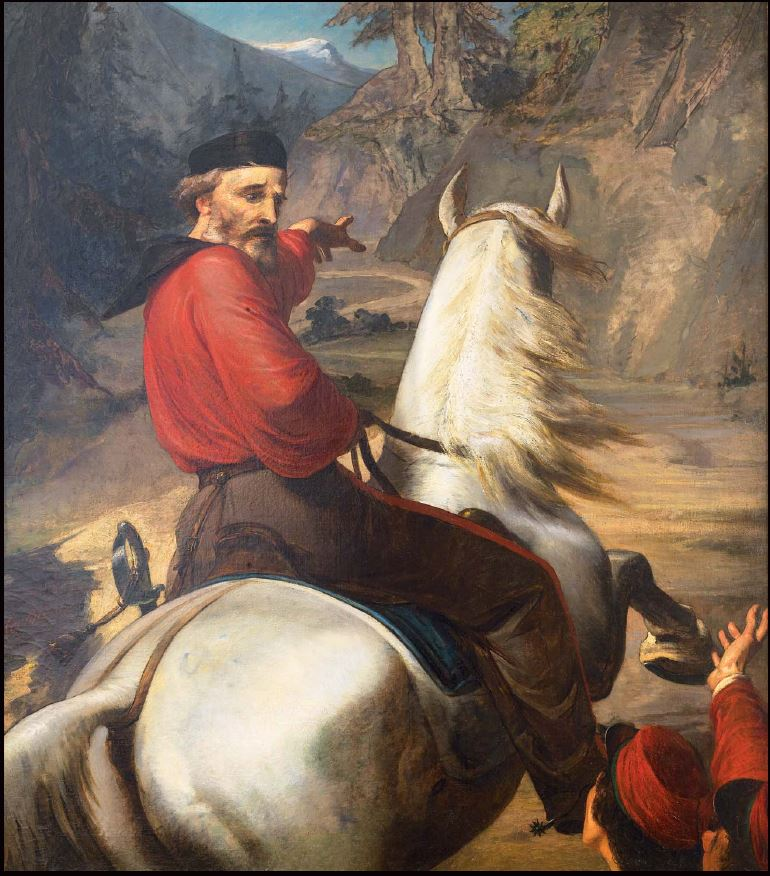
Джузеппе Гарібальді
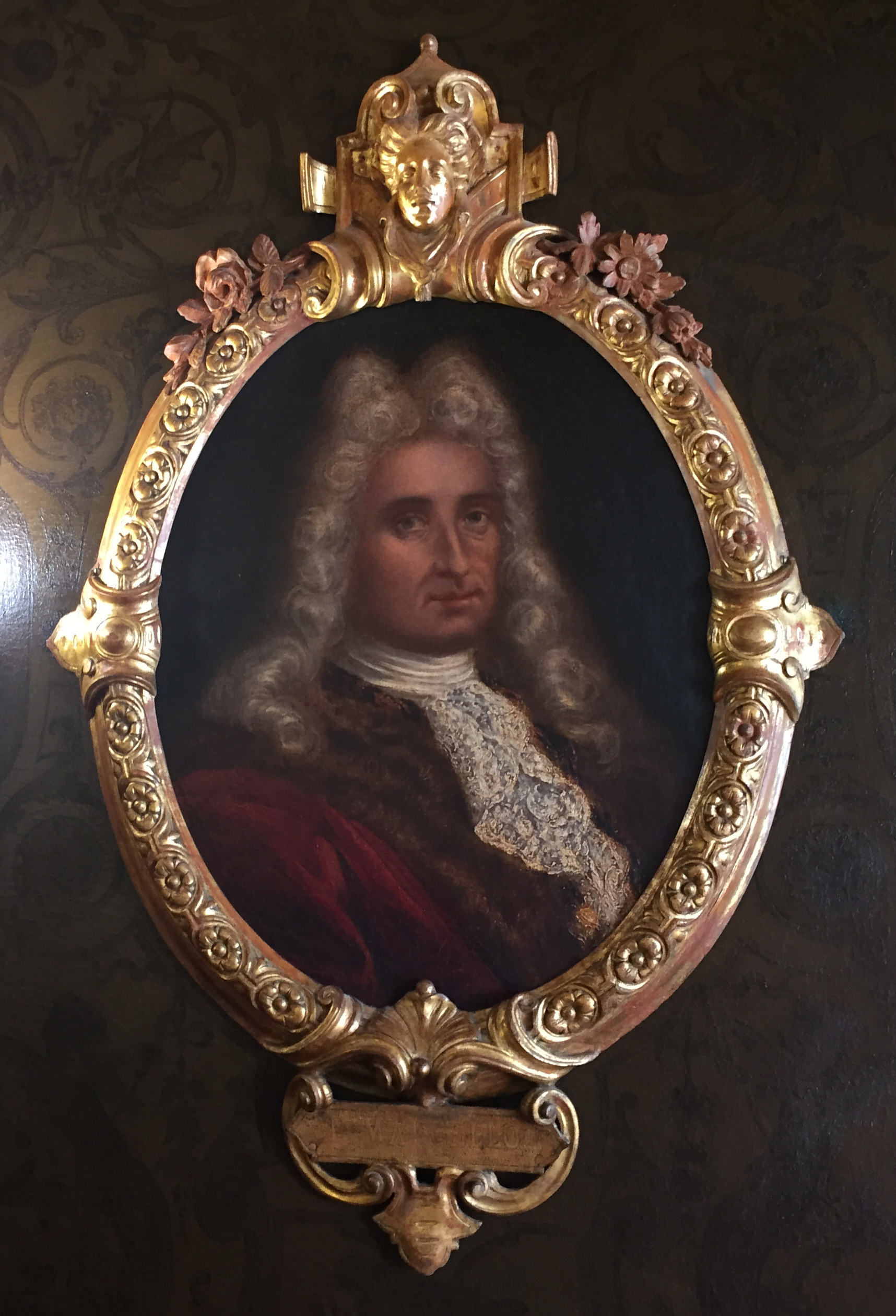
Одна з картин, розміщених у кафе «Флоріан» у Венеції
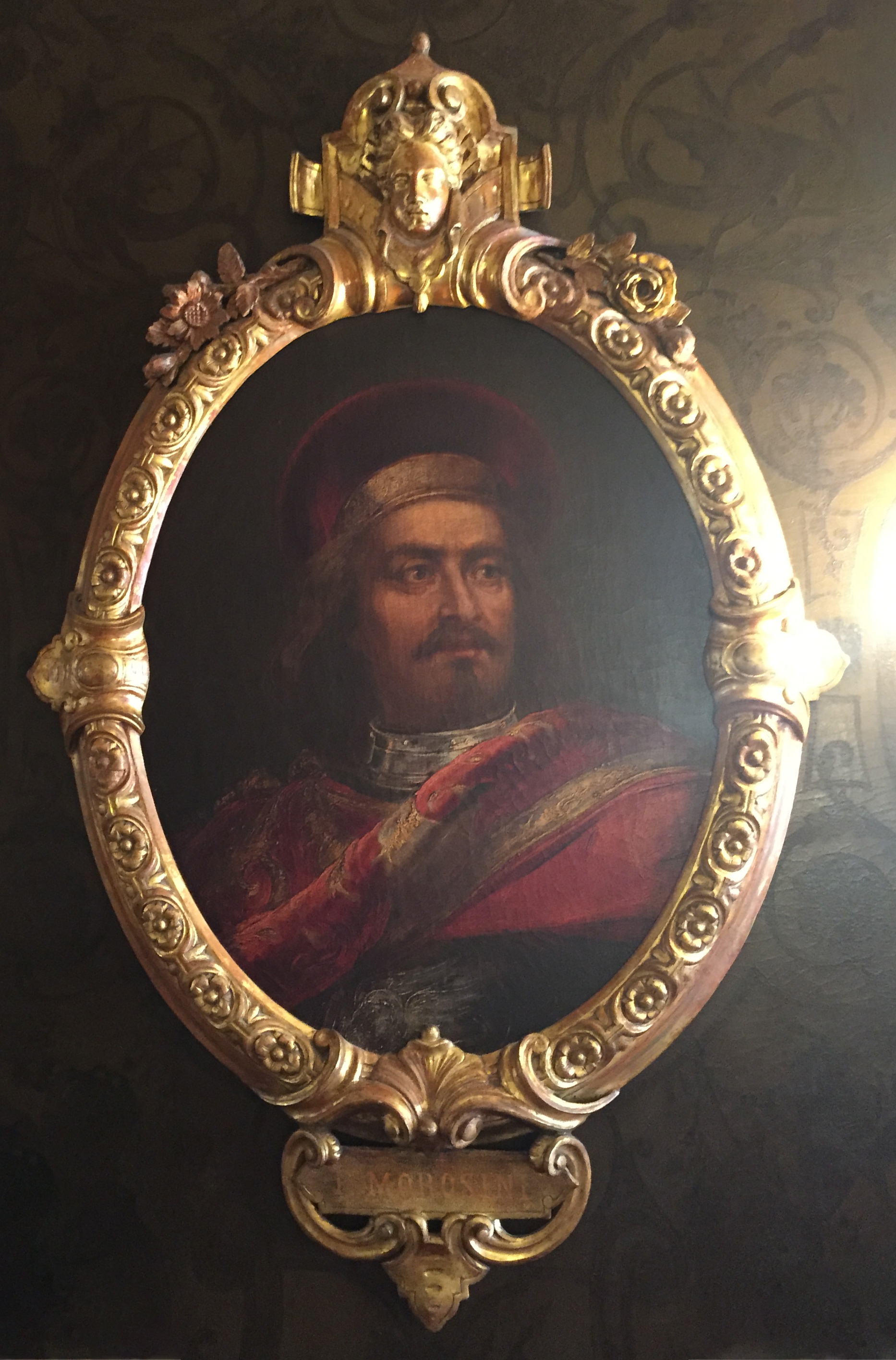
Одна з картин, розміщених в кафе «Флоріан» у Венеції
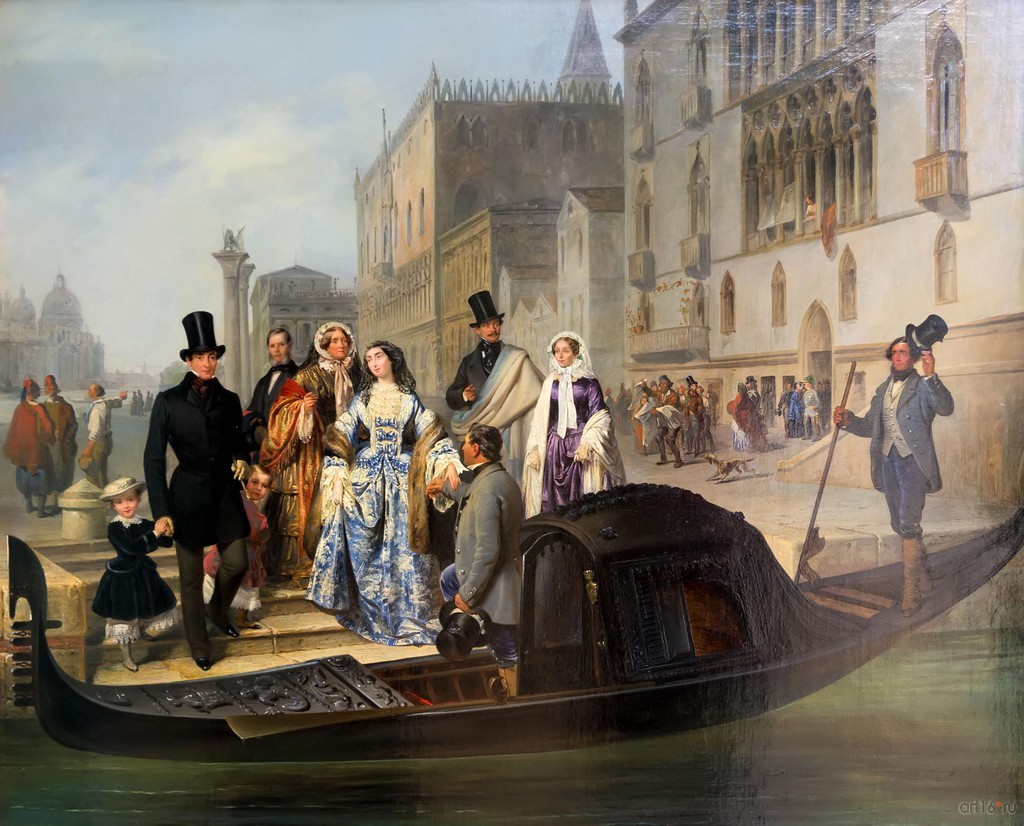
Родина Толстих у Венеції